# Professional Sweetheart
Pour plus de détails, voir Fiche technique et Distribution.
Professional Sweetheart est un film américain pré-Code réalisé par William A. Seiter et sorti en 1933.

## Synopsis
Glory Eden est la vedette de l'émission de radio Ippsie Wippsie Hour. Le sponsor de l'émission, Sam Ipswich, a découvert l'orpheline et en a fait une star en trois mois. Il a besoin que son image publique corresponde à son personnage radiophonique afin de promouvoir un produit commercial, « le gant de toilette des reines ». Cependant, Glory aspire à fréquenter les boîtes de nuit où elle peut boire, danser et rencontrer des hommes. Elle écoute avec envie sa servante noire Vera décrire la vie nocturne de Harlem. Ipswich a hâte qu'elle signe un nouveau contrat, mais elle pique une colère et refuse de signer, car cela interdit explicitement tout ce qu'elle voudrait faire.

## Fiche technique
- Réalisation : William A. Seiter
- Scénario : Maurine Watkins[2]
- Producteur : Merian C. Cooper
- Photographie : Edward Cronjager
- Montage : James B. Morley
- Musique : Roy Webb
- Production : RKO Radio Pictures
- Durée : 72 minutes
- Date de sortie : 
  - États-Unis : 9 juin 1933

## Distribution
- Ginger Rogers : Glory Eden
- Norman Foster : Jim Davy
- ZaSu Pitts : Elmerada de Leon
- Frank McHugh : Speed Dennis
- Allen Jenkins : O'Connor
- Gregory Ratoff : Sam Ipswich
- Franklin Pangborn : Herbert Childress
- Lucien Littlefield : Announcer [Ed]
- Edgar Kennedy : Tim Kelsey
- Frank Darien : Appleby
- Sterling Holloway : Stu
- June Brewster : Telephone Operator (non crédité)
- Theresa Harris : Vera (non créditée)
- Betty Furness : Blonde Reporter  (non créditée)